# 斯特西姆号驱逐舰
斯特西姆号驱逐舰（USS Stethem (DDG-63)）是美国海军阿利·伯克级驱逐舰的第十三艘，以環球航空847號航班劫機事件被槍殺的海军一级军士长罗伯特·斯特西姆命名。
斯特西姆号驱逐舰于1993年5月11日在密西西比州帕斯卡古拉的英戈尔斯造船厂安放龙骨，1994年6月17日下水，1995年10月21日服役，母港为日本横须贺海军基地。
2017年7月2日，史塔森號駛入西沙群島的中建島12海里範圍內，巡航期間有中國的軍艦持續跟監。
2017年7月12日，據臺媒報導，中國遼寧號航艦，以及三艘擔任護航的驅逐艦、巡防艦，沿臺灣海峽中線西側北上，史塔森號也沿著海峽中線北上監視遼寧號。